# Äußere Sicherheit
Unter äußerer Sicherheit oder auch nationaler Sicherheit (englisch: national security) wird die Sicherheit eines Staates oder einer Gruppe von Staaten verstanden, deren Bedrohung ihren Ursprung außerhalb des Staatsgebietes hat. Dies umfasst unter anderem militärische Bedrohungen. Die Wahrung der äußeren Sicherheit ist dabei von der der inneren Sicherheit institutionell getrennt, welche die Abwehr von Gefahren umfasst, die ihren Ursprung innerhalb des Staates haben. Dies galt vor allem zu Zeiten des Ost-West-Konflikts, hat sich jedoch mit dem Ende des Kalten Krieges geändert. Es rückten nunmehr – besonders aufgrund der instabilen Lage Osteuropas – auch nichtmilitärische Risiken wie Internationaler Terrorismus, Organisierte Kriminalität und Illegale Migration, aber auch Wirtschaftsspionage, Umweltgefahren, Epidemien/Pandemien und Ressourcenknappheit in den Vordergrund.
Ökonomisch betrachtet stellt die Landesverteidigung bzw. die äußere Sicherheit ein wirtschaftliches Gut dar. Die Landesverteidigung ist ein sogenanntes öffentliches Gut, im Gegensatz zu sogenannten privaten Gütern, die teilbar sind und bei denen die ausschließliche Nutzungsmöglichkeit an den Erwerber übertragen werden kann.

## Gewährleistung der äußeren Sicherheit in Europa
Militärisch wird die Sicherheit Deutschlands und der anderen NATO-Mitgliedstaaten durch die verbündeten Streitkräfte dieser Staaten gewährleistet. Zudem wurden nach dem Ende des Kalten Krieges Unterstützungsmaßnahmen zur Stabilisierung der Mittel- und Osteuropäischen Länder ergriffen sowie bilaterale Abkommen getroffen. Diese Maßnahmen gehen heute in der zweiten Säule der Europäischen Union, der gemeinsamen Außen- und Sicherheitspolitik (GASP) auf, deren Teilgebiet Gemeinsame Sicherheits- und Verteidigungspolitik (GSVP) ein europäisches Gegengewicht zur NATO bilden soll.

## Deutschland
Fachaufsicht und Dienstaufsicht für die äußere Sicherheit haben das Bundeskanzleramt und das Bundesministerium der Verteidigung.

## Vereinigte Staaten
Der Außen- und Sicherheitspolitik der Vereinigten Staaten von Amerika kommt eine herausragende Position zu. Für die äußere Sicherheit der Vereinigten Staaten genießt die Souveränität und eine große Handlungsvielfalt des Landes Priorität.
Diese zentrale Bedeutung kristallisierte sich vor allem im Kalten Krieg heraus, wodurch sich das Schlagwort „Nationale Sicherheit“ (englisch: national security) in der politischen Rhetorik einer zunehmenden Beliebtheit erfreute. Dies lässt sich an den Namen zahlreicher Gremien, die nach dem Zweiten Weltkrieg gegründet wurden, ablesen, beispielsweise beim Nationalen Sicherheitsrat, der zentralen Schnittstelle der äußeren Sicherheit in der Bundesregierung.

## Trennung von Innerer und Äußere Sicherheit
Ab dem 17. Jahrhundert setzte sich eine Trennung von Innerer und Äußere Sicherheit durch. Gottfried Wilhelm Leibniz schrieb 1670 in seinem Sekuritätsgutachen von der securitas publica interna et externa, auch Samuel von Pufendorf trennte in seinem Werk Innere von Äußerer Sicherheit. Diese Trennung war ein Ergebnis der Durchsetzung der Idee von Nationalstaaten. Diese Trennung wurde institutionell festgelegt. Auf Kabinettsebene war das Außen- und vor allem Kriegsministerium für die Äußere Sicherheit zuständig, das Innen- und Justizministerium für die Innere Sicherheit. Die Trennung erfolgte auch auf Ebene der ausführenden Organisationen. Äußere Sicherheit wurde dem Militär und dem Auslandsgeheimdienst übertragen; innere Sicherheit war Aufgabe der Polizei und des Inlandsgeheimdienstes.
Diese scharfe Trennung von Innerer und Äußere Sicherheit wird typischerweise im Kriegs- oder Katastrophenfall eingeschränkt. Die Möglichkeiten eines Einsatzes der Bundeswehr im Inneren sind hier beschrieben. 
Maßnahmen im Kontext des Kriegs gegen den Terror wurden als bedenkliche Einschränkung der Trennung von Innerer und Äußere Sicherheit diskutiert.